# العريفية
العريفيّة هي قرية فلسطينيّة مهجّرة في قضاء صفد، هُجّرت عام 1948.
كانت العريفيّة تقع على سفوح الجولان وتطلّ على بحيرة الحولة من الشرق. بلغ متوسط ارتفاعها عن سطح البحر 175 مترًا. كانت القرية في قضاء صفد وتبعد 21 كيلومترًا شمال شرقيّ صفد.

## احتلال وتهجيرالقرية عام 1948
اكتُسحت العريفيّة، كمعظم مثيلاتها من قرى المنطقة الشمالية من فلسطين، في نيسان\ أبريل - أيار\ مايو 1948 خلال ما يسمى في الرواية الإسرائيلية بـ «عملية يفتاح». لا يعرف على وجه الدقة متى احتلتها القوات الصهيونية ولا كيف تمت عملية تهجير سكانها. بينما احتُلت بعض القرى المجاورة لها في أوائل أيار\ مايو، صمدت قرى أخرى حتى أواخر العملية (في 25 أيار\ مايو). ربما يشير موقع العريفيّة الجغرافي - القريب من الحدود السوريّة الفلسطينيّة- على أنّها هوجمت في المراحل الأولى من العلميّة، وإلى أنّ سكانها ربما فرّوا أو طردوا في ذلك الوقت، مثلما حدث لقرية «خيام الوليد» المجاورة لها.

## القرية اليوم
لم تُبنى مستعمرات إسرائيليّة على أراضي القرية. موقع القرية اليوم مهجور وتغلب عليه الحشائش والأشواك وأشجار الصبّار. يمكن العثور على بقايا قناة مائيّة حجريّة توصل طاحونة القريّة بالماء.

## وصلات خارجية
- العريفية ترحب بكم